# 辽阳农村商业银行
辽阳农村商业银行是位于辽宁省辽阳市的一家农村商业银行。中国银保监会发布公告原则同意该银行进入破产程序。

## 历史
2015年由辽阳市宏伟区、太子河区和弓长岭区三家农村信用合作联社基础上筹建，2016年6月以新设合并的方式发起设立辽阳农村商业银行。早前在2013年8月辽阳县农村信用合作联社组建成立辽东农商银行。
截至2019年9月，共有营业网点36个，正式员工554人。资产总额1653.37亿元，其中各项贷款余额529.96亿元；负债总额1544.58亿元，其中各项存款余额991.19亿元；所有者权益108.79亿元；实现净利润8.90亿元。
辽阳农商行原行长姜冬梅，此前因涉嫌受贿罪、违法发放贷款罪涉嫌受贿罪、违法发放贷款罪，2021年3月外逃。2021年4月，辽宁省国家监察委员会对姜冬梅立案调查。2021年7月，通过国际刑警组织对其发布红色通缉令。2021年10月2日姜冬梅在境外落网并被遣返回国。2021年12月，银保监会公开第四批重大违法违规股东，共15家，其中就包括了辽阳农商行前四大股东。其中向大股东中国忠旺的巨额贷款无法收回被认为是陷入危机的原因
辽阳农商行（原辽阳市宏伟区农村信用合作联社）是太子河村镇银行发起人之一，为该村镇银行认缴出资额最大的股东。
2022年7月2日，辽宁省农村信用合作联社发布公告，经国家金融管理部门同意，从公告发布日起，辽阳农商行、太子河村镇银行两家银行的网点、人员、存款由沈阳农村商业银行（现改制为辽宁农村商业银行）承接。
2022年8月26日，中国银保监会发布公告，已于8月4日、8月3日分别批复原则同意辽阳农村商业银行股份有限公司、辽宁太子河村镇银行股份有限公司进入破产程序。沈阳市中级人民法院公告裁定受理2家银行的破产清算申请。辽宁银保监局、辽宁省金融监管局发布公告表示：“过去一段时期，辽阳农商行等个别机构违法违规经营，出现重大风险，严重破坏地方金融秩序。在中央有关部门的支持下，辽宁省坚决依法依规推进辽阳农商行等风险处置，严肃市场纪律，净化金融生态。”